# Route der Borgia

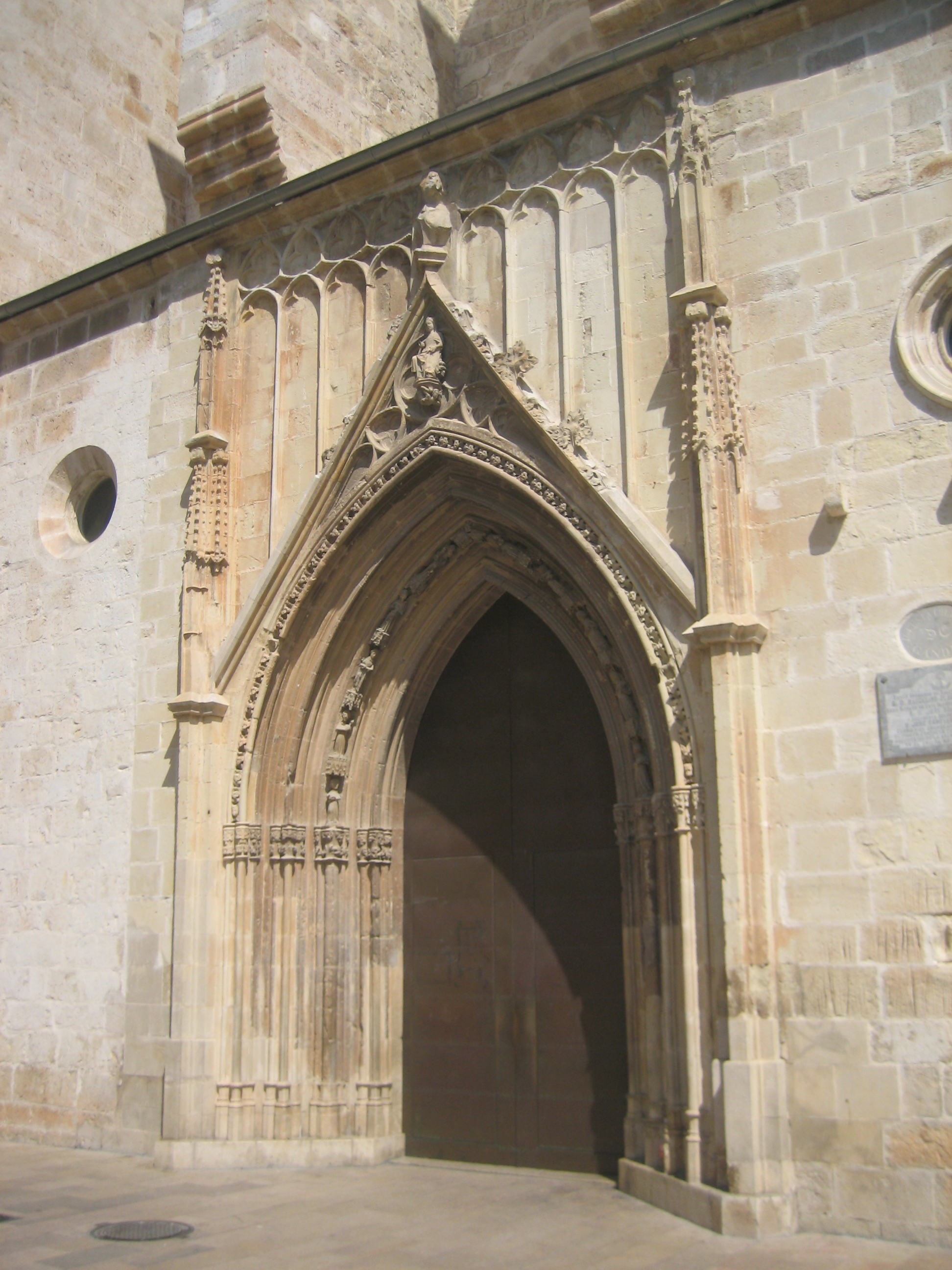
Stiftskirche Santa Maria von Gandia.

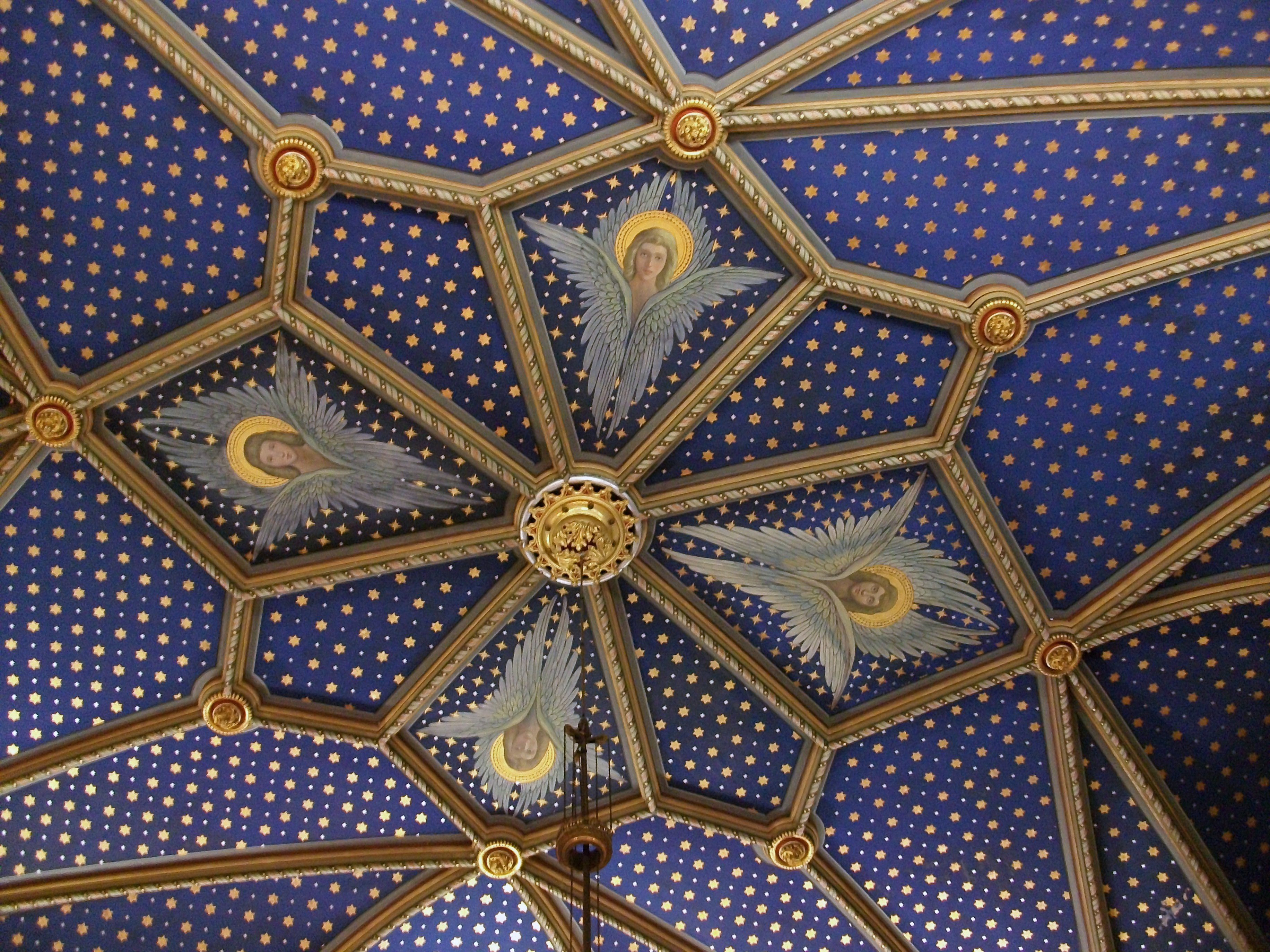
Herzogspalast von Gandia.

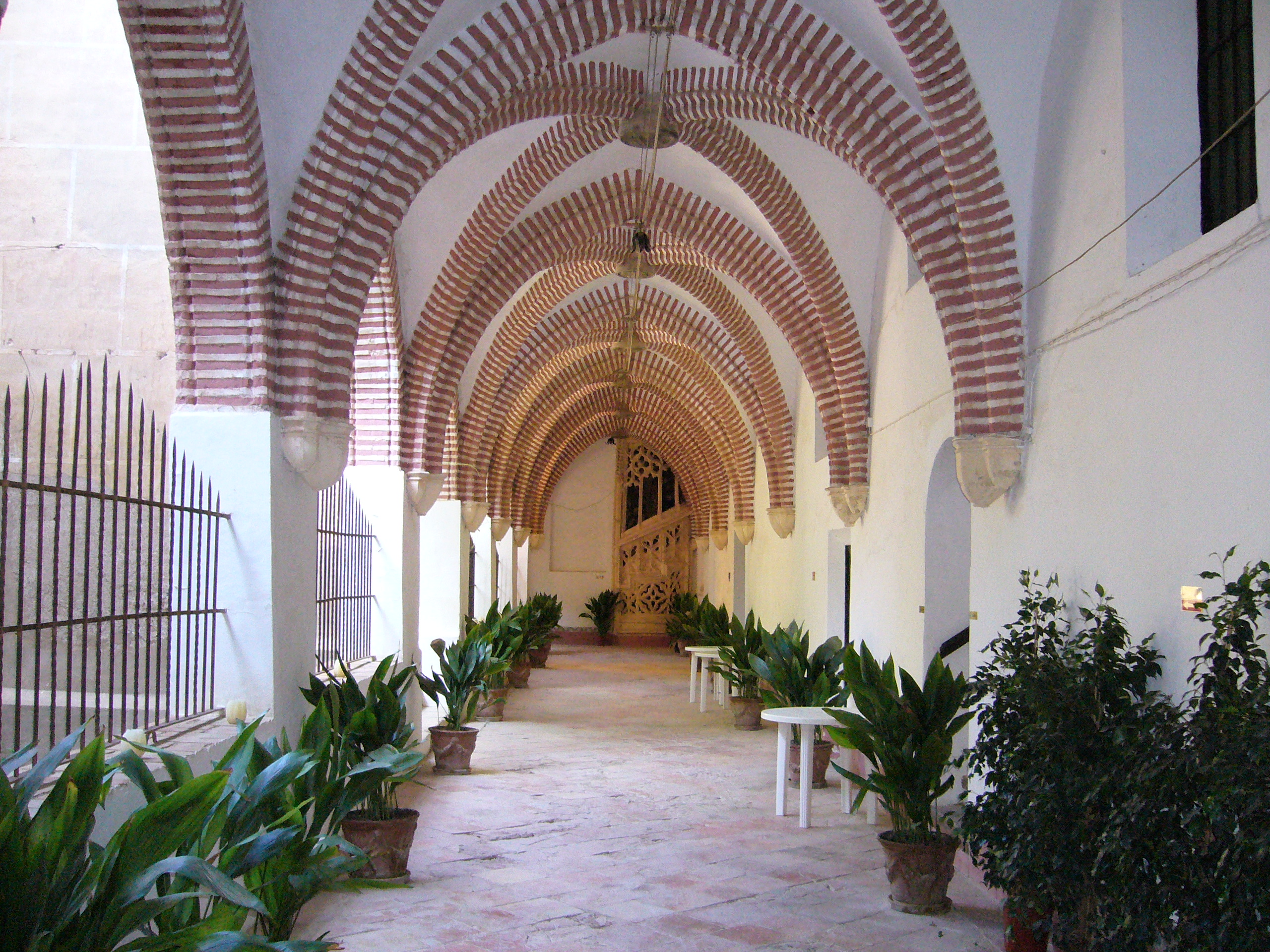
Kreuzgang des Klosters Sant Jeroni de Cotalba, 14. Jahrhundert.

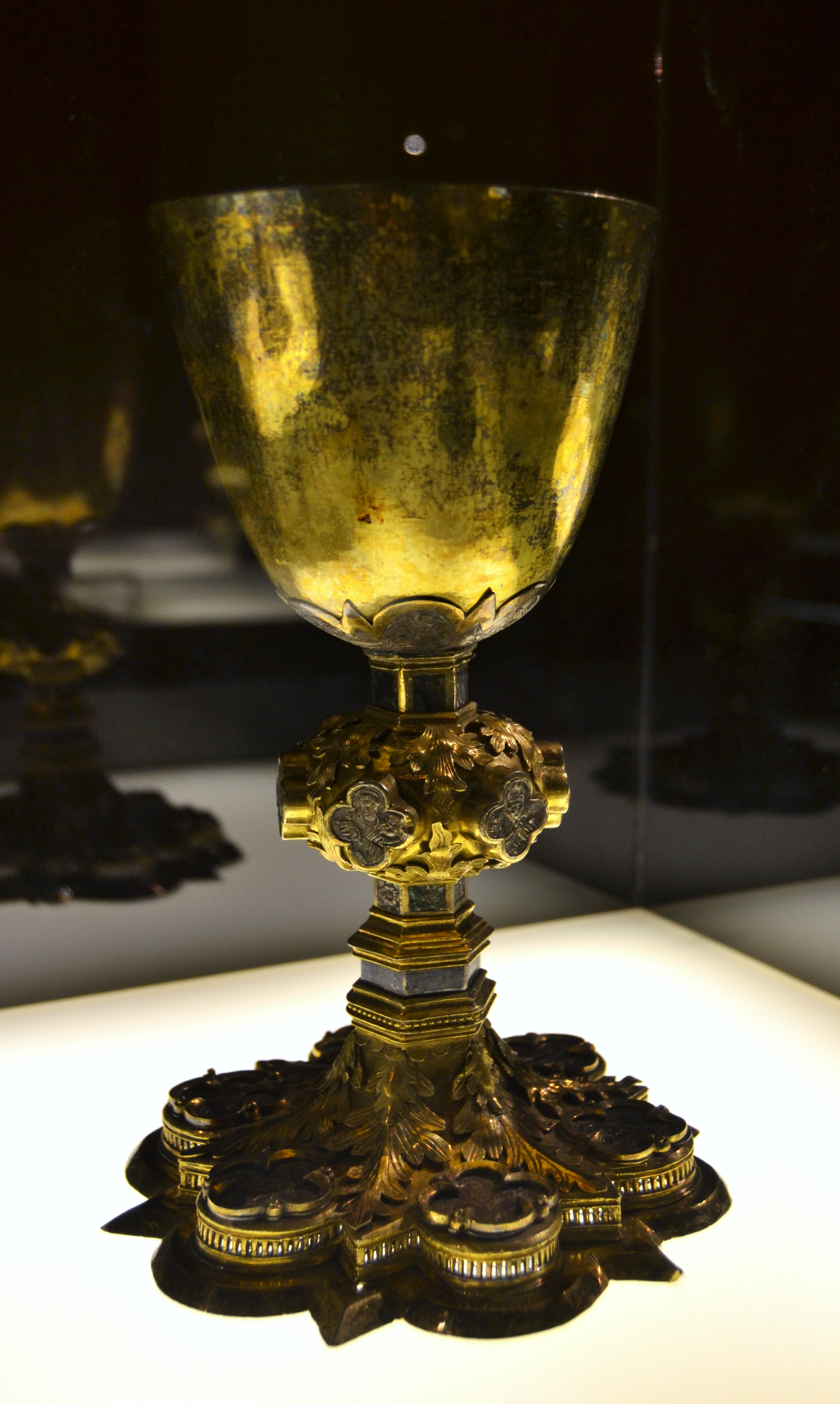
Kelch des Papstes Kalixt III., museum Stiftskirche von Xàtiva.

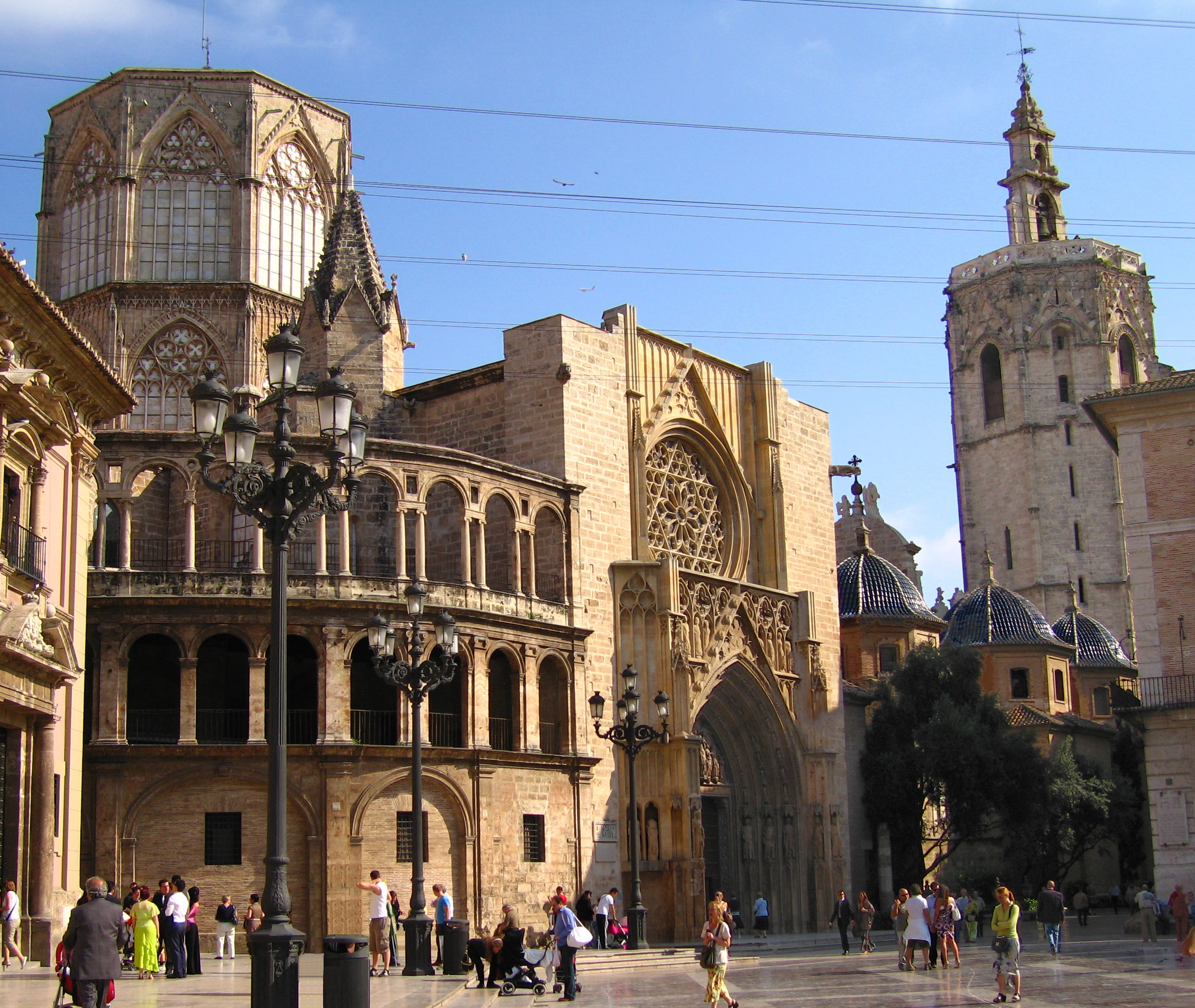
Kathedrale von Valencia.

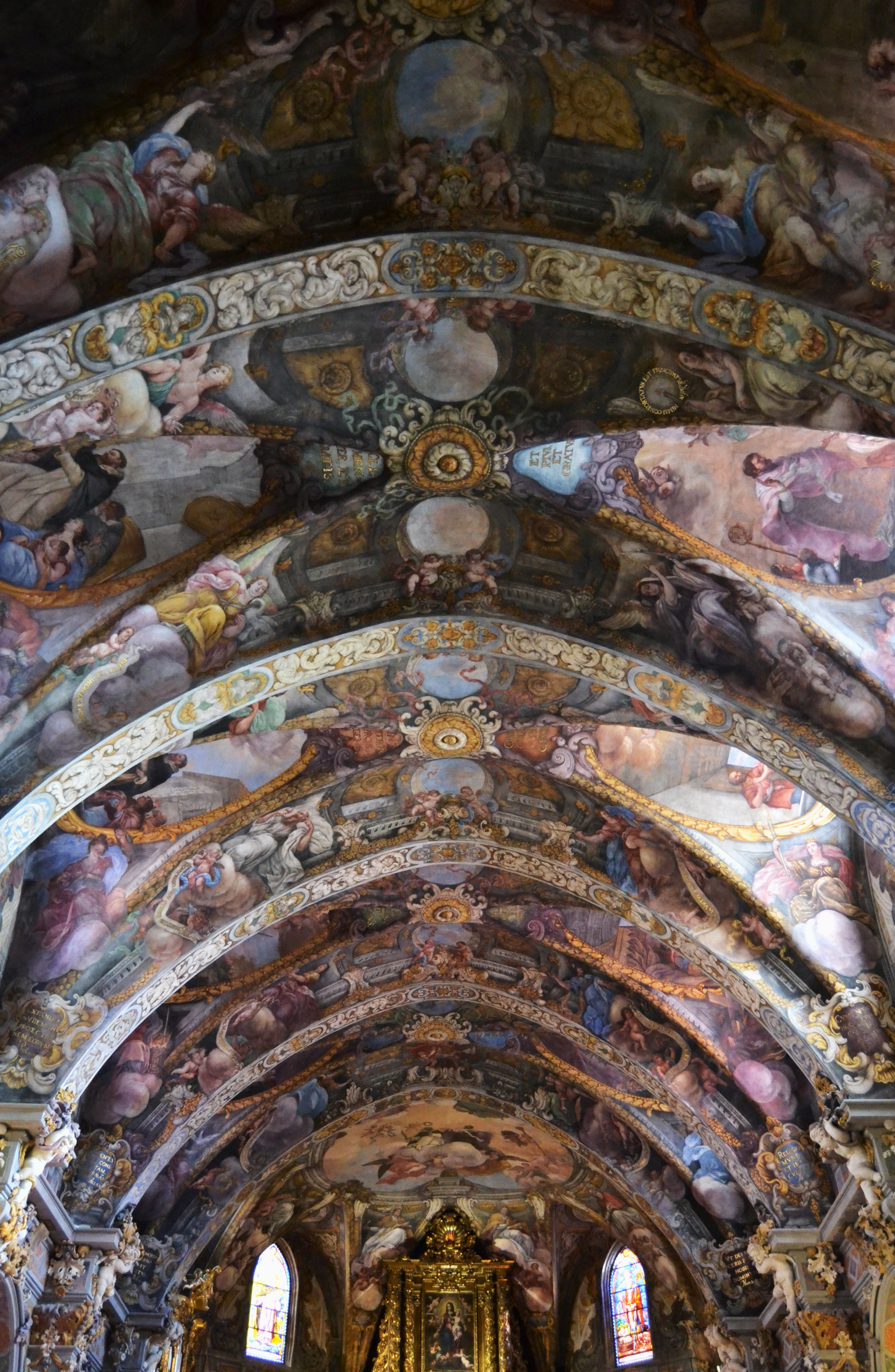
Fresken der Kirche St. Nikolaus und Petrus, Valencia.

Die Route der Borgia ist eine Touristikstraße, die durch Orte im ehemaligen Valencianischen Königreich führt, in denen die Borgia-Familie Spuren hinterlassen hat.
Die Borgia-Familie ließ sich in dem Königreich Valencia nach der Eroberung durch König Jakob I. nieder.  Der spanische Familienname wurde in Italien in die italienische Aussprache transkribiert und in Spanien wieder ins Valencianische transkribiert.
Die Päpste Kalixt III. und Alexander VI., Cesare Borgia und Lucrezia Borgia und Franz von Borja sind die bekanntesten Personen dieser Familie.
Die Route beginnt in der Stadt Gandia und endet in Valencia.

## Strecke
Die Strecke führt an folgenden Monumenten und Sehenswürdigkeiten vorbei:
Gandia:
- Stiftskirche Santa Maria von Gandia
- Herzogspalast
- Kloster Santa Clara
- Krankenhaus von San Marcos

Alfauir
- Kloster Sant Jeroni de Cotalba

Simat de la Valldigna
- Kloster Santa María de la Valldigna

Canals
- Oratorium der Borgia
- Turm der Borgia

Xàtiva
- Stiftskirche von Xàtiva
- Geburtsort von Alexander VI.
- Hermitage von Santa Ana

Valencia
- Kathedrale von Valencia
- Palast der Borgia
- Universität Valencia
- St. Nikolaus und Petrus